# 궁중문화축전
궁중문화축전(Royal Culture Festival, 宮中文化祝典)은 대한민국의 대표 문화유산인 5대궁과 종묘, 사직단을 배경으로 펼쳐지는 국내 최대 문화유산 축제이다. 2014년 9월 시범사업을 거쳐 2015년 5월부터 정식 개최되었다. 문화재청 궁능유적본부가 주최하고 한국문화재재단이 주관하며, 매년 5월과 10월 경복궁, 창덕궁, 덕수궁, 창경궁, 경희궁 5대궁과 종묘, 사직단에서 9일간 진행된다. 축전 기간 동안 ‘오늘, 궁을 만나다’라는 슬로건 아래 각 고궁의 장소성과 역사성을 활용한 공연, 전시, 체험, 의례 등의 문화예술프로그램을 선보인다. 2020년부터 축전 공간을 온라인으로 확장하여 비대면 콘텐츠를 함께 공개하고 있다. 2015년 제1회 궁중문화축전 이래 매년 5월 연 1회 개최되었으나 2021년부터 5월 ‘봄 궁중문화축전’과 10월 ‘가을 궁중문화축전’으로 오프라인 행사가 확대되었다.
▪요약 : 5대궁과 종묘, 사직단에서 개최하는 국내 최대 문화유산 축제
▪기간 : 매년 5월, 10월 연 2회 각 9일간
▪장소 : 경복궁, 창덕궁, 덕수궁, 창경궁, 경희궁, 종묘, 사직단
▪시작연도 : 2015년(시범운영 2014년)
▪행사내용 : 공연, 전시, 체험, 의례 등 고궁의 장소성과 역사성을 활용한 문화예술프로그램

2022 궁중문화축전
[봄] 5. 14 (토) - 5. 22 (일)
[가을] 10. 1(토) - 10. 09 (일)

## 외부 링크

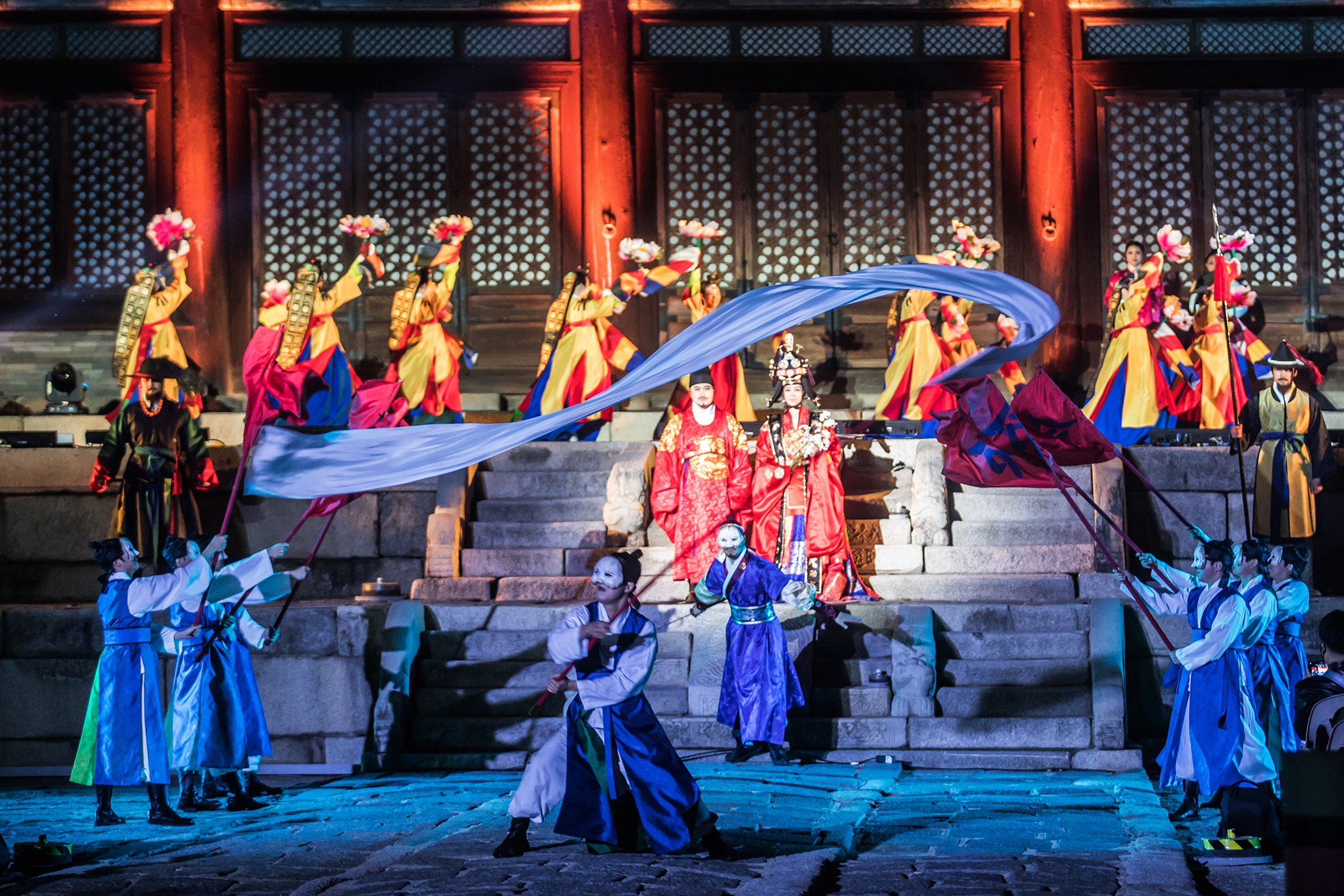